# Badische III b (alt)
Die vier Fahrzeuge der Gattung III b der Großherzoglich Badischen Staatseisenbahnen waren Dampflokomotiven, die ursprünglich noch für 1600 mm Breitspur gebaut worden waren.
Mit der weiteren Vergrößerung des Streckennetzes im Rheintal wurden auch weitere Lokomotiven benötigt. Durch die Staatsbahn wurde ein Leistungs- und Verbrauchsprogramm aufgestellt. Die Lieferaufträge erhielten schließlich die Maschinenfabrik Meyer und die Maschinenbau-Gesellschaft Karlsruhe. Die Fahrzeuge der letzteren wurden in die Gattung III a eingeordnet. Während des Baues arbeiteten beide Unternehmen zusammen, so dass sich die Loks nur geringfügig unterschieden. Vor allem Meyers günstiges Angebot hatte zur Auftragserteilung geführt.
Die Loks basierten auf der Konstruktion der EXPANSION der Gattung Ib. Mit den großen Treibrädern von 1,83 m konnte eine hohe Geschwindigkeit erzielt werden. Jedoch erwies sich die Zugleistung als zu gering. So musste beim Anfahren auf der 1:250-Steigung bei Ettlingen mit sechs bis acht Mann nachgeschoben werden. Die Dampferzeugung soll auffallend gut gewesen sein.
Die Lokomotiven waren mit Futterrahmen als Tragrahmen und zwei Plattenrahmen für die Dampfmaschine, Innenzylinder, Sharp-Kessel und einem halbrunden Stehkessel ausgestattet. Außerdem wurde eine Meyer-Expansionssteuerung mit Doppelschienen und für die Grundschieber eine Gabelsteuerung benutzt. Gegenüber den Loks der Gattung III a alt besaßen die Meyerschen Loks ein zentrales Standrohr als Blasrohr.
Die Fahrzeuge wurden – wie alle damals vorhandenen badischen Lokomotiven – 1854 auf Normalspur umgebaut und blieben noch bis in die 1860er Jahre im Einsatz.
Die Fahrzeuge hatten einen Schlepptender der Bauart 3 T 5,40.